# Cafe Wha?
El Cafe Wha? és un establiment de Greenwich Village, Manhattan, obert als anys cinquanta i que assoleix una gran popularitat al començament dels anys 60; és un cafè amb podi lliure, un concepte que ofereix una escenari a tota persona que vol actuar-hi.

## Història
Cada artista tenia el dret d'entrar-hi i cantar o recitar una obra: és al Cafe Wha? on Fred Neil feu els seus primers concerts, acompanyat de Bob Dylan, que s'iniciava en escena; és allà on Tim Rose cantà el cèlebre Hey Joe de Billy Roberts, la qual Jimi Hendrix tocà davant Chas Chandler que el portaria a Londres on esdevindria el millor guitarrista de la història. En el mateix Cafè Wha? Allen Ginsberg i altres artistes de la Generació beat recitaren els seus poemes; on Bruce Springsteen, Peter, Paul and Mary, Kool and the Gang i The Velvet Underground feren les seves primeres actuacions. Comediants com Richard Pryor o fins i tot Bill Cosby també hi debutaren.